# Acestridium colombiense
Acestridium colombiense is een straalvinnige vissensoort uit de familie van de harnasmeervallen (Loricariidae). De wetenschappelijke naam van de soort is voor het eerst geldig gepubliceerd in 2005 door Retzer.

## Verspreidingsgebied
De soort komt voor in de Iñirida in Colombia.